# 428 Монахія
428 Монахія (428 Monachia) — астероїд головного поясу, відкритий 18 листопада 1897 року у Мюнхені.